# Октябрьский (Берёзовский)
Октябрьский — упразднённый в 1965 году посёлок в Кемеровской области России, включенный в состав города Берёзовский. Ныне микрорайон в центре города Берёзовского Берёзовского городского округа.

## География
Расположен в северной части Кемеровской области, в центральной части города, в таёжной зоне (произрастает осина, пихта),  вблизи реки Шурап.

#### Климат
Преобладает резко континентальный климат. Самый тёплый месяц июль со средней температурой 18,6 ° C, а самый холодный — февраль, со средней температурой −18.4 ° C. Среднегодовое количество осадков — 505 мм. Меньше всего осадков выпадает в феврале, в среднем около 14 мм, а больше всего в июле, в среднем 69 мм.

## История
В 1964 году придан статус посёлка городского типа.
Указом Президиума ВС РСФСР от 11.01.1965 упразднён Берёзовский промышленный район, рабочий поселок Берёзовский преобразован в город областного подчинения за счет объединения рабочих поселков: Березовский, Октябрьский, Кургановский.